# The Ferrymen
The Ferrymen è primo album in studio del progetto omonimo, che vede riuniti in trio Magnus Karlsson (Primal Fear), Ronald Romero (Rainbow) e Mike Terrana (ex -Rage, ex-Masterplan,ex-Axel Rudi Pell). 
Il disco è stato pubblicato per Frontiers Records il 2 giugno 2017 e mixato da Simone Mularoni (Dgm).

## Tracce
1. End of the Road – 4:31
2. Ferryman – 4:47
3. Fool You All – 3:42
4. Still Standing Up – 5:20
5. Cry Wolf – 4:56
6. One Heart – 6:10
7. Darkest Hour – 4:29
8. How the Story Ends – 4:55
9. Enter Your Dream – 4:19
10. Eyes on the Sky – 5:13
11. Eternal Night – 4:52
12. Welcome to My Show – 4:15

## Formazione
- Ronald Romero - voce
- Magnus Karlsson - chitarra, basso, tastiere
- Mike Terrana - batteria, percussioni